# フアン・バウティスタ・マルティネス・デル・マーソ
フアン・バウティスタ・マルティネス・デル・マーソ（Juan Bautista Martinez del Mazo, 1612年頃 - 1667年2月10日）はバロック期のスペインの画家。ディエゴ・ベラスケスの弟子の中ではもっともよく知られる人物で、ベラスケスの筆致を他の画家の誰よりも模倣した。ベラスケスの模倣だけではなく、デル・マーソ自身も『サラゴサ眺望』に代表されるよう風景画の名手としてもよく知られる。

## 生涯
マルティネス・デル・マーソの前半生には詳しく判明していない部分が多く、出生地・出生日ともに定かではない。マルティネス・デル・マーソの両親であるエルナンド・マルティネスおよびルシーア・ブエノ・デル・マーソがともにクエンカ出身であることから、クエンカ県の生まれであるらしい。しかしながらいくつかの文献においては、マドリードの出身であるともされる。母のルシーアが1596年生まれで、マルティネス・デル・マーソが20代前半である1633年に結婚していることから、恐らくは1612年ごろの出生であろう。
どこで絵画の修業をしたかは謎に包まれている。結婚以前にはベラスケスの工房にいたことは間違いなく、将来の義父となるベラスケスの元で見習いを行っていた可能性は十分に考えられる。1633年8月21日、有名画家であったベラスケスの娘のうち、唯一存命であったフランシスカ・デ・シルバ・ベラスケス・イ・パチェコとマドリードのサンティアゴ教会にて結婚した。この時、フェリペ4世と首席大臣であったガスパール・デ・グスマンが夫妻の保証人となった。この結婚は将来的なマルティネス・デル・マーソの宮廷での成功を意味していた。ベラスケスは手早く王室の約束を取り付け、1634年2月23日には王の承認を得て、王の私室の取次係の地位をマルティネス・デル・マーソに譲っている。このことから、デル・マーソはすでにベラスケスの弟子であり、義理の父と密接な関係を築いていたと推測される。ベラスケスはマルティネス・デル・マーソのさらなる立身と安定の後ろ盾となり、マルティネス・デル・マーソとその将来の子供のために宮廷での登用を確保した。

## 半生
1643年には、スペイン王太子であるバルタサール・カルロス・デ・アウストリアの専属画家となった。1645年にはバルタサール・カルロスはマルティネス・デル・マーソの5番目の子供の名付け親となっている。バルタサール・カルロス王太子はパウル・デ・フォスやルーベンス、ヨルダーンス、他のフランドル画家の狩りを描いた絵画の複製を任じた。 1646年、デル・マーソは王太子に同行しアラゴンへと向かった。このとき、代表作の一つである『サラゴサ眺望』 (Vista de Zaragoza) と、旅行中に16歳で急死した王太子の最後の肖像画が描かれた。王太子の死後、フェリペ4世はデル・マーソが受けていた特権をそのままとするよう命じ、宮廷画家として雇い続けた。
| デル・マーソ『緑のドレスの王女マルガリータ・テレサ』 |  | ベラスケス『青いドレスの王女マルガリータ・テレサ』 |
| デル・マーソ『緑のドレスの王女マルガリータ・テレサ』 |  | ベラスケス『青いドレスの王女マルガリータ・テレサ』 |

デル・マーソの才能の最初の発露は、デル・マーソに任じられた王室が収集していたヴェネツィアの巨匠であるティントレット、ティツィアーノ、パオロ・ヴェロネーゼの丹念に実行された複製画の成功にある。複製画家としての彼の色鮮やかな作品は、同時期の巨匠、特にはルーベンスやヨルダーンスの秘奥へと道を開いた。これらの複製画のために、また、ベラスケスの描いた肖像画の複製のために、彼自身の作品を描く時間は限られたと考えられる。ベラスケス作の肖像画の複製としてよく知られるものにベラスケスの『青いドレスの王女マルガリータ・テレサ』を写した『緑のドレスの王女マルガリータ・テレサ』があり、今日ではブダペスト国立西洋美術館に展示されている。それでもなお、デル・マーソは自身の気が向いてた自然派画家でもあり続けた。
デル・マーソは作品にサインをすることを殆どしなかった。このため、ベラスケス作品と混同され、どちらの作品か鑑定することを困難なものにしている。実際、現存する絵画のうち、研究者がデル・マーソ作品であると認めるものは『サラゴサ眺望』（1646年, プラド美術館蔵）、『喪服姿のスペイン王妃マリアナ』（1666年, ロンドン・ナショナル・ギャラリー蔵）、『画家の家族』 (1660年-1665年, ウィーン・美術史美術館蔵）などの数点に限られる。作品のうちいくつかはプラド美術館で彼の師の近くに収蔵されている。

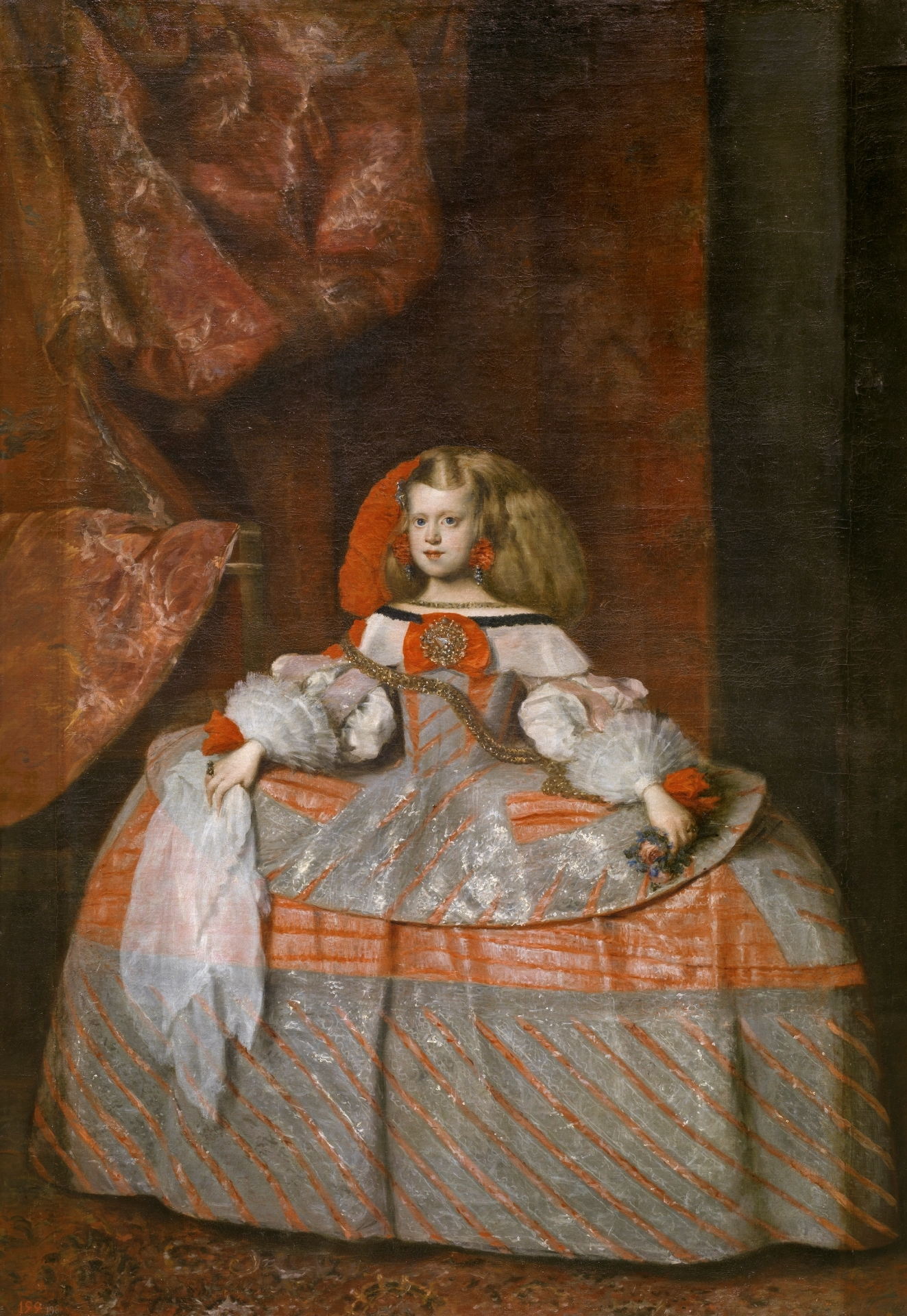
デル・マーソ『マルガリータ・テレサ王女』プラド美術館, マドリード

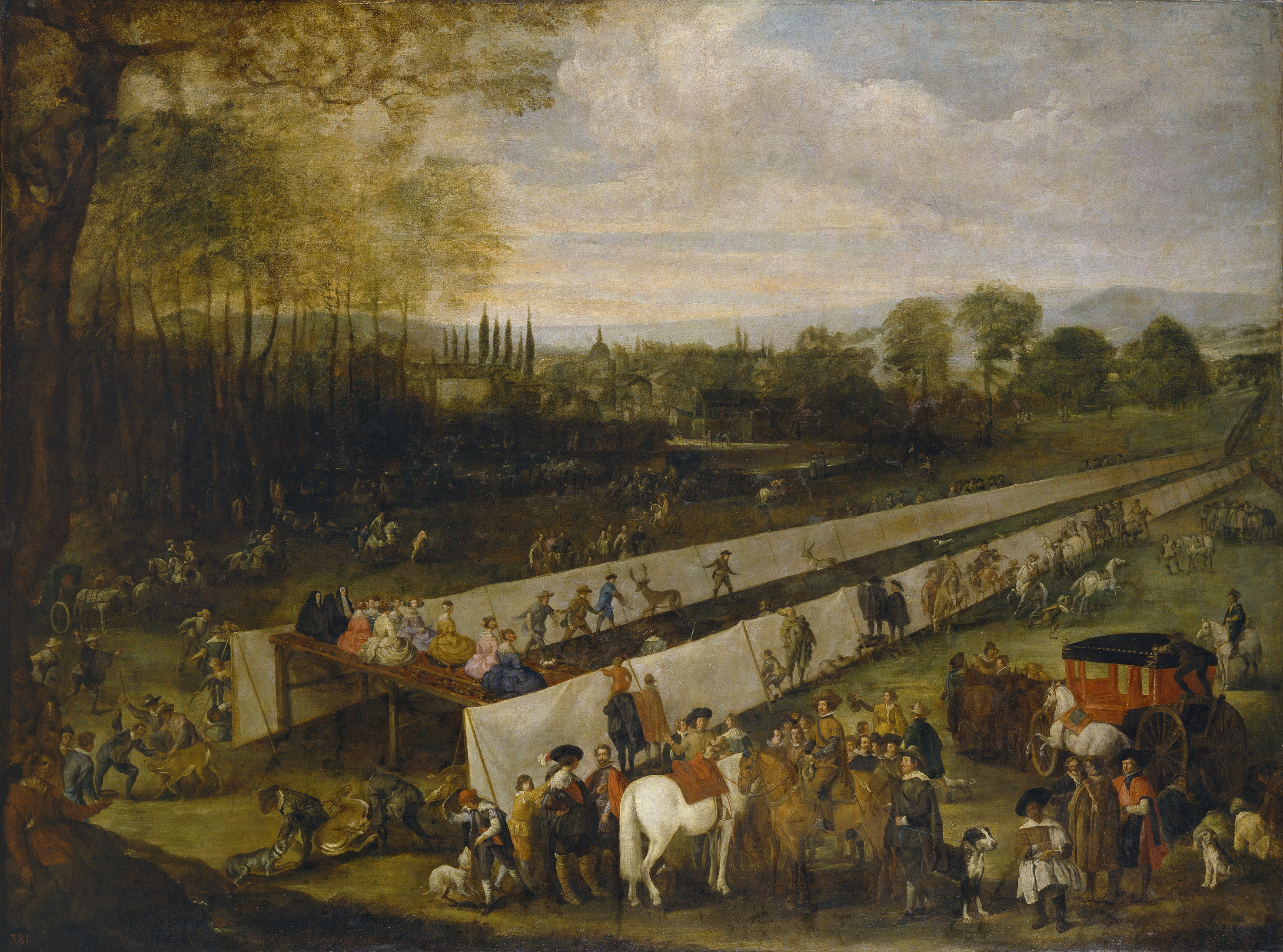
La caceria del tablillo en aranjuez（アランフエスでの狩猟上覧）, プラド美術館, マドリード

デル・マーソは肖像画家として優れた技術を持っていたが、いくつかのデル・マーソの優れた作品には、デル・マーソ流の現実を重視した狩りの光景の絵や風景画があり、これらには細部にまでこだわった多くの人物の姿が生き生きと描かれている。フェリペ4世の命により完成された『サラゴサ眺望』『アランフエスでの狩猟上覧』などに代表されるように、デル・マーソは優れた観察眼の持ち主であった。また、いくつかの静物画も描いている。1657年にはナポリに嫁いだが寡婦となった長女イネスの持参金を取り戻そうとイタリアを旅した。この旅の途中には、古代ローマ風のティトゥスの凱旋門を描いた。

## 画風

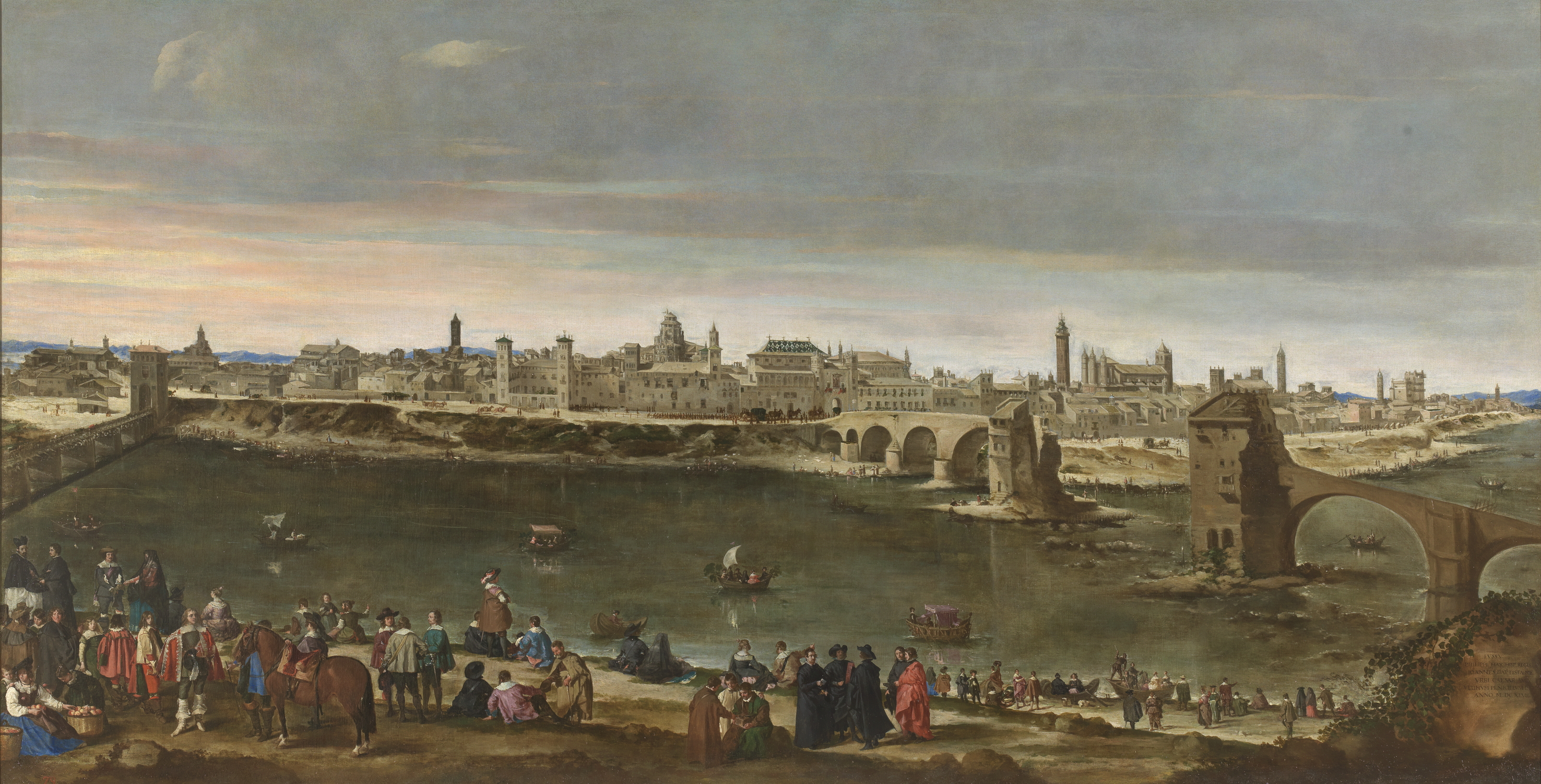
『サラゴサ眺望』, 1647年, マドリード・プラド美術館

宮廷画家としてのデル・マーソの仕事はベラスケスの功績が基にあり、ベラスケス風の肖像画を描かざるを得なかったが、それでもなおデル・マーソ自身の画風を絵の中に見ることができる。彼の描いた肖像画からはは驚異的な完成度と驚くほど写実的であることが見て取れる。代表作の一つである風景画『サラゴサ眺望』や狩猟を描いた作品の極めて重要な要素である細やかな人物を描くことを得意とした。
デル・マーソの調色はベラスケスのものを踏襲しているが、ただし青や青みがかった色彩を強調する傾向にある。師のベラスケスの画風から脱却したデル・マーソ自身の技法として、背景から手前側に向かう光により人物や物体をハイライトにより形どる方法がある。この効果による際立って見える特徴に、遠近法を用いる構図の空間的な境界を際立たせ、より四角く見えることが挙げられる 。ベラスケスからのさらなる発展は、平らな地面、川面、床、壁に掛けられたカーテン、座ったモデルの鮮やかな描写や軽い筆遣いなどに現れる。
これらの技芸はデル・マーソ自身の芸術家としての特徴を表す。何世紀もの間デル・マーソの作品はベラスケスのものだとされていたが、現代の美術論・調査技術・知見により、デル・マーソの作品であると鑑定されるようになった。
デル・マーソの弟子にベニート・マヌエル・アグエロがいる。

## 宮廷画家として

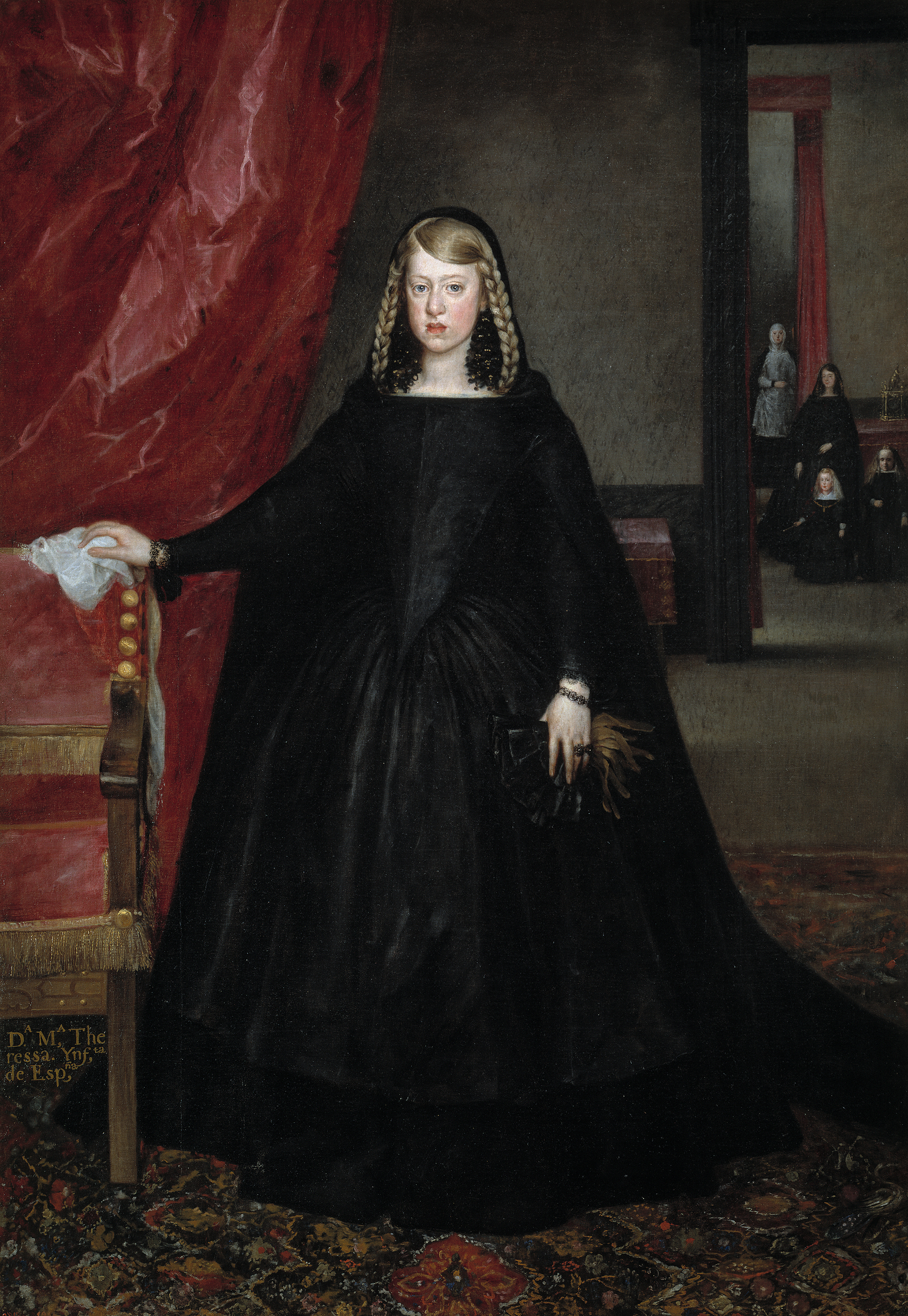
『父王の喪に服す王女』, 1666年, プラド美術館蔵

義父であり師であるベラスケスの存命中は、デル・マーソの作品は義父のスタジオで制作された。
1660年にベラスケスが死去したのちの1661年4月19日、フェリペ4世により宮廷画家に任じられるとともに、息子のガスパールは元はデル・マーソの役であった王室配室役を任じられた。
1665年にフェリペ4世が死去したのちも、デル・マーソの署名が残る数少ない作品の一つである『喪服姿のスペイン王妃マリアナ』に描かれた王妃マリアナの庇護のもと宮廷での地位は保たれた。この時期、マルガリータ・テレサがローマ皇帝・オーストリア大公へ嫁ぐためにスペインを離れる前に、同じく喪服を着たマルガリータ肖像画『父王の喪に服す王女』が描かれた。デル・マーソは1667年2月9日にマドリードで死去するまで、宮廷画家の地位にあり続けた。

## 子孫
マルティネス・デル・マーソは最初の妻であるフランシスカ・デ・シルバ・ベラスケス・イ・パチェコ（1619年 - 1658年）との間に6人の子供を儲けた。フランシスカは最後の子供を産んでまもなく死去している。2番目の妻は『画家の家族』にも描かれるフランシスカ・デ・ラ・ベガである。4人の息子を儲けたが、1665年には死別した。
3番目の妻は、義妹にあたるアナ・デ・ラ・ベガであった。アナはデル・マーソが死去し寡婦となったのちに、再婚した。娘のマリア・テレサ・マルチネス・デル・マーソ・イ・ベラスケス（1648年 - 1692年）を通せば、1746年にロイス＝ケストリッツ伯ハインリヒ6世（1707年 - 1783年）と結婚した第4代モンテレオン女侯爵エンリケータ・フアナ・フランシスカ・スサナ・カサード・イ・ユグタン（1725年 - 1761年）を含むモンテレオーネ侯爵家の祖先の一人である。彼ら夫婦を通して、デル・マーソはスペイン王妃ソフィア、オランダ女王ベアトリクス、スウェーデン国王カール16世グスタフ、ベルギー国王アルベール2世、リヒテンシュタイン公ハンス・アダム2世、ルクセンブルク大公アンリなど多くのヨーロッパの王族の直系祖先にあたる。